# Urophora setosa
Urophora setosa är en tvåvingeart som beskrevs av Foote 1987. Urophora setosa ingår i släktet Urophora och familjen borrflugor. Inga underarter finns listade i Catalogue of Life.